# Петко Драгоев
Петко Иванов Драгоев е български офицер, генерал-майор.

## Биография
Роден е на 20 март 1942 г. в София. Завършва местната 11-а математическа гимназия с отличие. През 1964 г. завършва Висшето народно военно училище във Велико Търново с профил танко-строеви команден. Започва службата си като командир на взвод в девета танкова бригада в Горна баня. Между 1970 и 1973 г. учи във Военната академия „Фрунзе“ в Москва. След като се завръща е повишен в чин капитан и е назначен за началник-щаб на единадесети танков полк, базиран в Банско. Агент на Държавна сигурност под псевдоним „Гошо“ от 1977 до 1983 г. През 1982 г. завършва Академията на Генералния щаб „К. Е. Ворошилов“ в СССР. Взема участие в учението ЩИТ-82 като началник-щаб на оперативно-маневрената група (ОМГ) на фронта във фронтовата настъпателна операция. Три години е служил в щаба на Обединените сили на Варшавския договор. От 10 ноември 1994 г. до 27 август 1996 г. е началник на Военна полиция. На 19 август 1996 г. е освободен от длъжността началник на управление „Военна полиция“ и назначен за заместник-началник на Сухопътните войски, считано от 1 септември 1996 г. На 22 април 1997 г. е освободен от тази длъжност и назначен за първи заместник-началник на същите. На 7 юли 2000 г. е удостоен с висше военно звание генерал-майор, освободен от длъжността първи заместник-началник на Главния щаб на Сухопътните войски и от кадрова военна служба. Към 2012 г. е председател на Комитета на випуските на Национален военен университет „Васил Левски“ и заместник-председател на столичния съвет на Съюза на офицерите и сержантите от запаса и резерва.

## Военни звания
- Лейтенант (1964)
- Старши лейтенант (1967)
- Капитан (1973)
- Генерал-майор (1990) с една звезда
  - Генерал-майор (7 юли 2000)  с две звезди